# Czarnobylski szlak

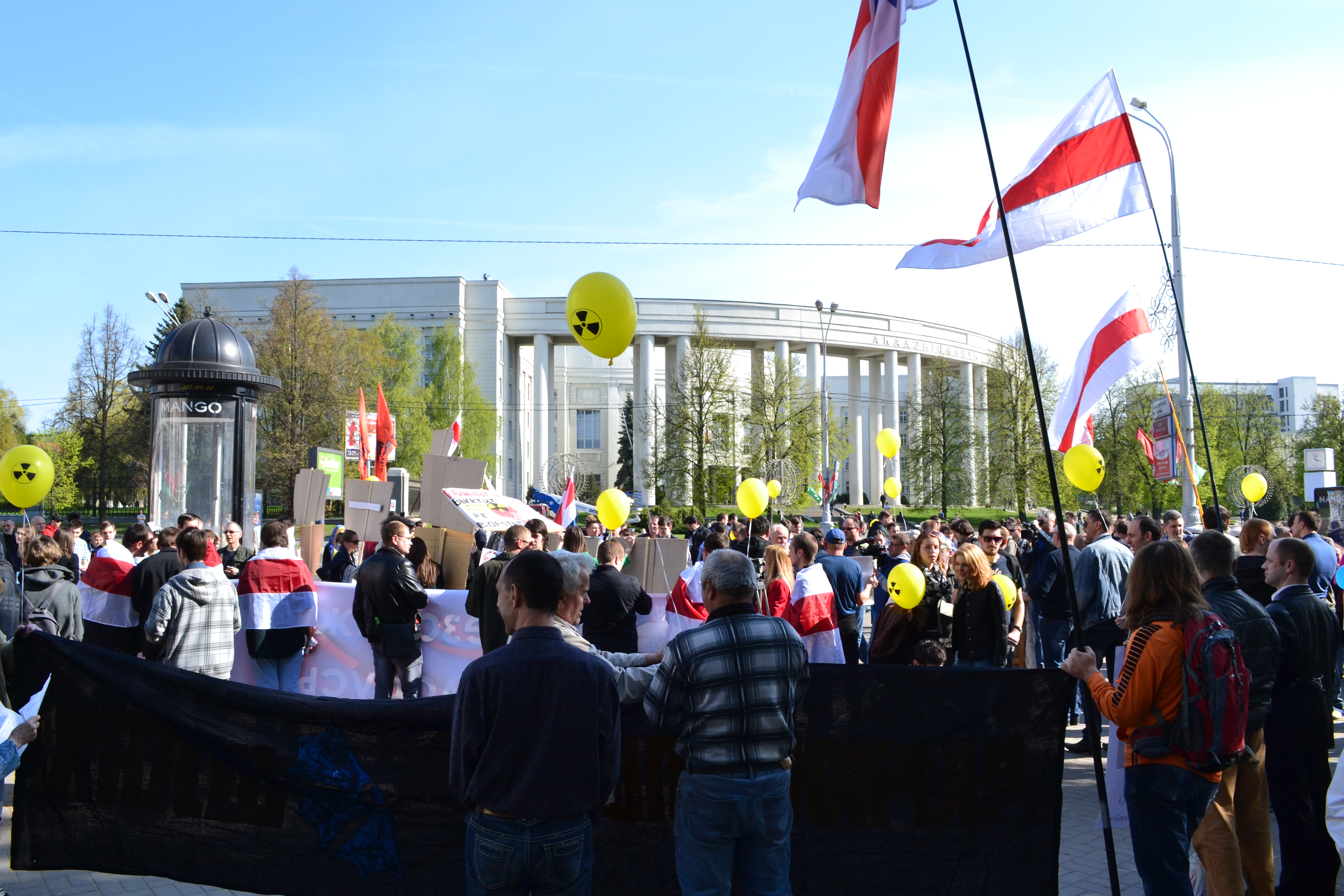
Czarnobylski szlak w 2014

Czarnobylski szlak (biał. Чарнобыльскі шлях) – coroczny marsz opozycji białoruskiej, który odbywa się 26 kwietnia, w rocznicę katastrofy w Czarnobylskiej Elektrowni Jądrowej. Po raz pierwszy odbył się w 1989 roku.

## Historia
30 września 1989 roku w Mińsku odbył się niesankcjonowany marsz i demonstracja „Czarnobylski szlak”, zorganizowany z inicjatywy BFL. Komunistyczne władze Białoruskiej SRR organizowały tego dnia czyn społeczny, jednak w marszu wzięło udział około 30 tysięcy osób. Uczestnicy przeszli od mińskiej fabryki zegarków przez centrum miasta do placu Włodzimierza Lenina (obecnie Plac Niepodległości), gdzie odbyła się manifestacja.
W 10. rocznicę katastrofy w Czarnobylu (1996) odbył się pierwszy „Czarnobylski szlak” za rządów Alaksandra Łukaszenki. Marsz został rozpędzony przez OMON, wielu spośród biorących w nim udział zostało aresztowanych.